# 정호준
정호준(鄭皓駿, 1971년 2월 19일 ~ )은 대한민국의 정치인이다. 3대가 같은 지역구에 출마해 당선된 세습 정치인이다.

## 학력
- 1983년 이화여자대학교 사범대학 부속국민학교 졸업
- 1986년 이화여자대학교 사범대학 부속중학교 졸업
- 1989년 이화여자대학교 사범대학 부속고등학교 졸업
- 1995년 한양대학교 인문과학대학 사회학 학사
- 건국대학교 대학원 행정학 석사
- 2003년 뉴욕 대학교 대학원 그래픽커뮤니케이션학 석사

## 경력
- 1999.~2000. 광고회사 영 앤 루비컴 근무
- 2000.~2004. 삼성전자 근무
- 2004. 열린우리당 과학기술정보화특별위원회 위원장
- 2004.~2007. 노무현 정부 대통령비서실 행정관
- 2006.~ 정일형·이태영 박사 기념사업회장
- 2011.~ 사회문화나눔협회 상임이사
- 2011.~ 반값등록금 국민본부 공동대표
- 2011.10 2011년 하반기 재보궐선거 무소속 박원순 서울특별시장 후보 서울중구선거대책위원회 위원장
- 2012.~ 독립기념관 이사
- 2012.~ 국회의원연구단체 '청년플랜2.0' 공동대표
- 2012.~ 국회, 한림원 과학기술혁신연구회 간사
- 2012년 4월 11일: 대한민국 제19대 국회의원 선거 당선(서울 중구, 민주통합당, 초선)
- 2012.05~2013.05 민주통합당 원내부대표
- 2012.05~2013.05 민주통합당 서울특별시당 중구 지역위원회 위원장
- 2012.11~2012.12 제18대 대통령 선거 민주통합당 문재인 대통령 후보 중앙선거대책위원회 기획본부 부본부장
- 2013.05~2014.03 민주당 서울특별시당 중구 지역위원회 위원장
- 2013.08~2014.03 민주당 원내대변인
- 2014.03~2015.12 새정치민주연합 서울특별시당 중구 지역위원회 위원장
- 2014.03~2014.05 새정치민주연합 원내대변인
- 2014.~ 한중차세대정치지도자포럼 간사
- 2014.04~2014.06 제6회 전국동시지방선거 새정치민주연합 선거관리위원회 토론회분과 위원장
- 2014.05~2015.04 새정치민주연합 원내부대표
- 2015.04~2015.12.새정치민주연합 전국청년위원회 위원장
- 2015.05~ 한국미디어교육협회 부회장
- 2015.05~ KAIST 미래전략대학원 미래세대행복위원회 위원
- 2015.12~2016.03 더불어민주당 서울특별시당 중구 지역위원회 위원장
- 2015.12~2016.03 더불어민주당 전국청년위원회 위원장
- 2016.03 더불어민주당 탈당 및 국민의당 입당
- 2016.03~2018.02 국민의당 서울특별시당 중구·성동구 을 지역위원회 위원장
- 2016.07~2017.01 국민의당 비상대책위원
- 2017.01~2018.02 국민의당 서울특별시당 위원장
- 2018.02 국민의당 탈당 및 민주평화당 창당
- 2018.02~2020.01 민주평화당 서울특별시당 중구·성동구 을 지역위원회 위원장
- 2018.02~2020.01 민주평화당 서울특별시당 위원장
- 2018.09~2020.01 민주평화당 최고위원
- 2020.01 민주평화당 탈당
- 2020.~ 성동·중구미래포럼 대표
- 2021.12 더불어민주당 복당
- 2023.12~2024.03 제22대 국회의원 선거 서울 중구·성동구 을 더불어민주당 국회의원 예비후보

## 의정 활동
- 2012.05.~2016.05. 제19대 국회의원(서울 중구, 민주통합당 →민주당→새정치민주연합→더불어민주당→무소속→국민의당, 초선)
  - 2012.06.~2013.05. 제19대 국회 전반기 국회운영위원회 위원
  - 2012.06.~2014.05. 제19대 국회 전반기 정무위원회 위원
  - 2014.06.~2015.05. 제19대 국회 후반기 예산결산특별위원회 위원
  - 2014.06.~2016.05. 제19대 국회 후반기 미래창조과학방송통신위원회 위원

## 저서
- 정호준(2013). 《길 위에 서다》.

## 역대 선거 결과
|  | 29.98% |

|  | 50.27% |

|  | 36.27% |

## 소속 정당
| 소속 정당 | 소속 정당      | 소속 기간 | 비고      |
| --------- | -------------- | --------- | --------- |
|           | 열린우리당     | 2004      | 정계 입문 |
|           | 무소속         | 2004~2007 | 탈당      |
|           | 대통합민주신당 | 2007~2008 | 복당      |
|           | 통합민주당     | 2008      | 합당      |
|           | 민주당         | 2008~2011 | 당명 변경 |
|           | 민주통합당     | 2011~2013 | 합당      |
|           | 민주당         | 2013~2014 | 당명 변경 |
|           | 새정치민주연합 | 2014~2015 | 합당      |
|           | 더불어민주당   | 2015~2016 | 당명 변경 |
|           | 무소속         | 2016      | 탈당      |
|           | 국민의당       | 2016~2018 | 입당      |
|           | 무소속         | 2018      | 탈당      |
|           | 민주평화당     | 2018~2020 | 창당      |
|           | 무소속         | 2020~2021 | 탈당      |
|           | 더불어민주당   | 2021~현재 | 복당      |

## 같이 보기
- 중구 (1988년 서울 선거구)
- 서울 중구의 국회의원